# Escola Secundária Rodrigues de Freitas
A Escola Secundária Rodrigues de Freitas, actualmente Escola Básica e Secundária de Rodrigues de Freitas, é uma escola dos 2.º e 3.º ciclos do ensino básico e do ensino secundário na cidade do Porto, em Portugal. 
Ao nível do ensino secundário é hoje uma escola vocacionada para os cursos gerais do ensino secundários, oferecendo todos os cursos existentes ('Ciências e Tecnologias', 'Ciências Socioeconómicas', 'Línguas e Humanidades' e 'Artes Visuais').
A Escola vai buscar as suas origens ao decreto de 17 de Novembro de 1836 de Passos Manuel que criou o Liceu Nacional do Porto, estabelecimento de ensino que entrou em funcionamento quatro anos depois.
Em 1906 tinha a designação de Lyceu Nacional Central da 2.ª Zona Escolar do Porto e, por decreto de 9 de Setembro de 1908, a de Lyceu de D. Manuel II.
Pouco depois da implantação da República em Portugal, a 23 de Outubro de 1910, o governo provisório determinou que o liceu deixasse de ter o nome do rei deposto e passasse a chamar-se Lyceu de Rodrigues de Freitas, homenageando José Joaquim Rodrigues de Freitas, político, jornalista e professor de Comércio e Economia Política na Academia Politécnica do Porto e eleito, em plena monarquia (1870), o primeiro deputado republicano português.
O actual edifício, situado na Praça de Pedro Nunes, na freguesia Porto de Cedofeita, data de 1932-1933, é da autoria do arquitecto José Marques da Silva, tendo então regressado à sua designação original de Liceu de D. Manuel II. Em 1958, foi alvo de intervenção, segundo projeto do Arq. Manuel Lima Fernandes de Sá. Para além das suas grandes dimensões, o edifício é dotado de diversas infra-estruturas, pouco habituais nas construções escolares da época, nomeadamente um museu da ciência, um observatório meteorológico, diversos laboratórios de química, física e biologia, quatro ginásios (um deles exterior), uma biblioteca, um teatro, três salas de desenho, cantina e bar, para além de numerosas salas de aula, uma piscina interior de água aquecida e outros equipamentos.
Após o 25 de Abril de 1974, por abusivo capricho "revolucionário" da época, perdeu a designação de "liceu" e foi redesignado com o nome que teve no tempo da 1ª República (por escassos 23 anos, contra os 43 anos em foi designado por Liceu de D. Manuel II), ficando a ser conhecido pelo seu nome actual: Escola Secundária Rodrigues de Freitas.
Em 2007, iniciaram-se obras de modernização da Escola, concluídas em 2008. Dispõe, actualmente, o Rodrigues de Freitas de excelentes condições para um ensino de qualidade e afirmar-se no panorama educativo da cidade do Porto.